# 齐克尔山脊

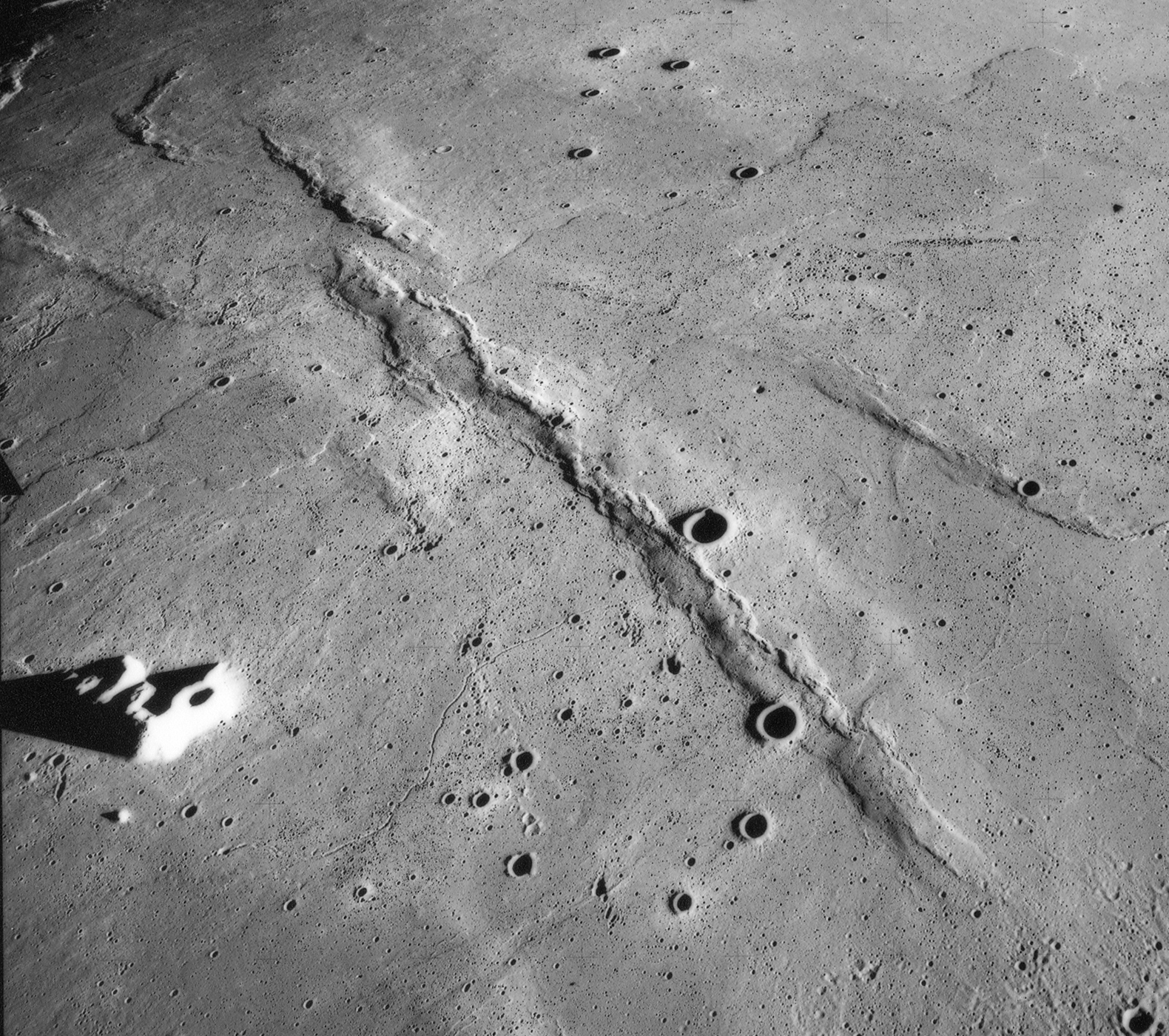
阿波罗15号拍摄的太阳低照下的齐克尔山脊斜视图

齐克尔山脊（Dorsum Zirkel）是月球雨海中，位于拉西尔山东北的一道皱岭，其中心月面坐标为28°06′N 23°30′W / 28.1°N 23.5°W，全长193公里，名称取自德国地质学家及岩相学家"费迪南德·齐克尔"(Ferdinand Zirkel，1838年5月20日-1912年6月11日)，1976年国际天文联合会在法国格勒诺布尔召开的大会上，该名称与其它众多月球地名一道被正式批准接受。
该山脊的二侧分别坐落着二座小陨坑"拉西尔 A"和"拉西尔 B"，较大的朗伯陨石坑位于它的东南，而东北则是较小的麦克唐纳陨石坑。